# Freiwasserschwimmen

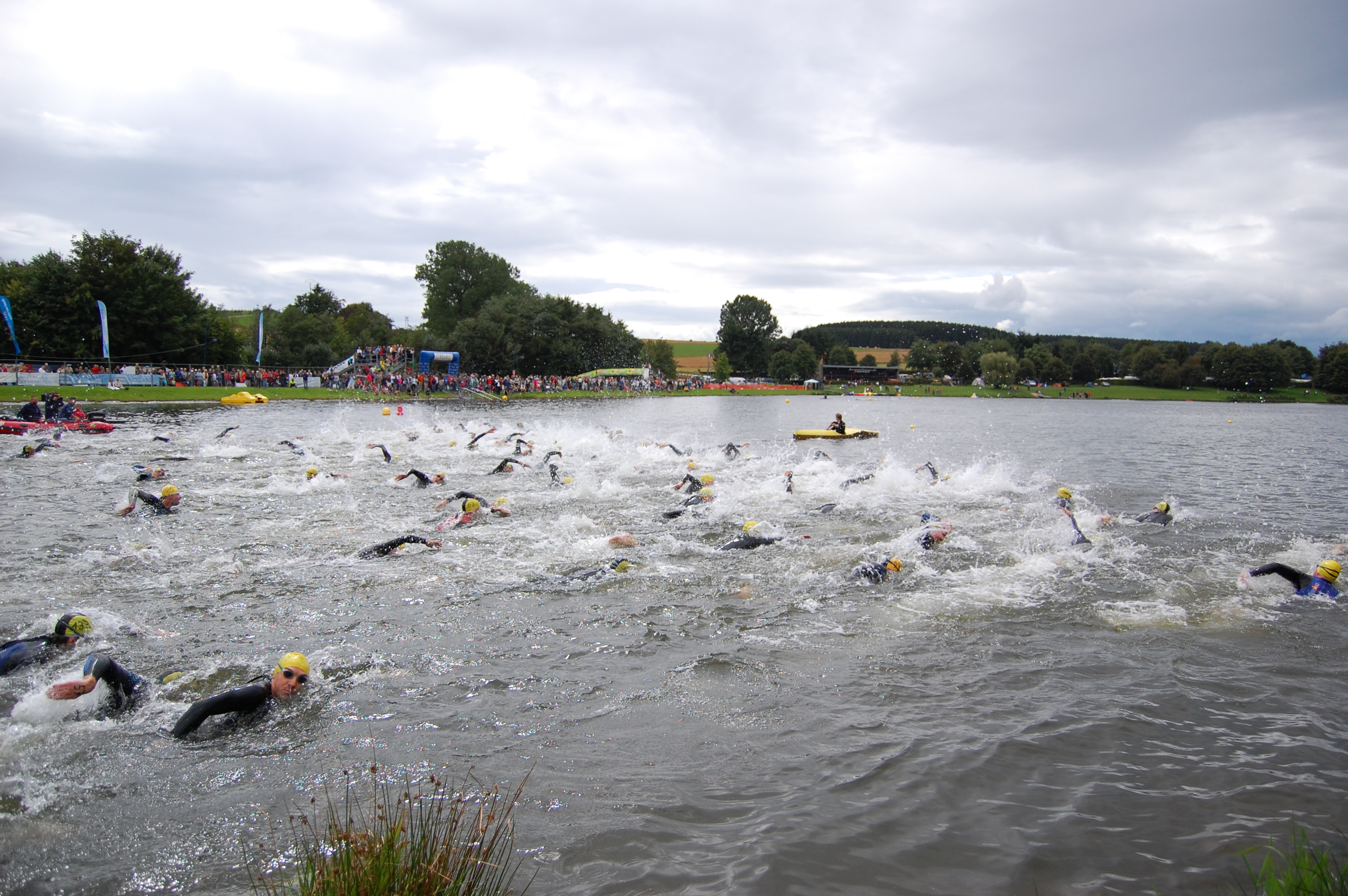
Teilnehmer eines Triathlons beim Schwimmen in einem See

Freiwasserschwimmen und Langstreckenschwimmen bezeichnen zumeist das Schwimmen einer längeren Distanz in offenen Gewässern; hierfür werden beide Begriffe synonym gebraucht. Bei Wettkämpfen in Schwimmbecken werden Distanzen ab 200 m (Brust-, Rücken- und Delfinlage) bzw. 400 m (Freistil) als Lange Strecke bezeichnet. Für Langstreckenschwimmen, ohne Wettkampf mehrerer Teilnehmer, siehe Extremschwimmen. Als Marathonschwimmen wird das Zurücklegen einer Mindeststrecke von 10 km ohne nennenswerte Hilfe durch Strömungen bezeichnet.

## Geschichte
Seit frühester Zeit wurden offene Gewässer von Menschen durchschwommen, sowohl aus Notwendigkeit als auch zum Vergnügen. Das Durchschwimmen des Ärmelkanals, das mindestens 32 Kilometer erfordert und erstmals im August 1875 dem damals 27-jährigen englischen Kapitän Matthew Webb gelang, setzte eine neue Richtung im Freiwasserschwimmen hin zum Sport. Da Webb Seegang und Strömung falsch berechnet hatte, legte er weit über 70 Kilometer zurück und benötigte dafür mehr als 21 Stunden. 
Am 6. August 1926 durchschwamm Gertrude Ederle als erste Frau den Ärmelkanal zwischen Cap Gris-Nez und Dover. Sie benötigte dafür 14 Stunden und 32 Minuten und war damit über zwei Stunden eher am Ziel als der bisherige männliche Weltmeister. 
Auch das deutsch-dänische Pendant, die Querung des Fehmarnbelts (ca. 25 km) in der Ostsee, zählt zum Langstreckenschwimmen. Die erste erfolgreiche Beltquerung schaffte der Fehmarner Karl-Heinz Rauert im Juli 1939.

## Freiwasserschwimmen als Leistungssport

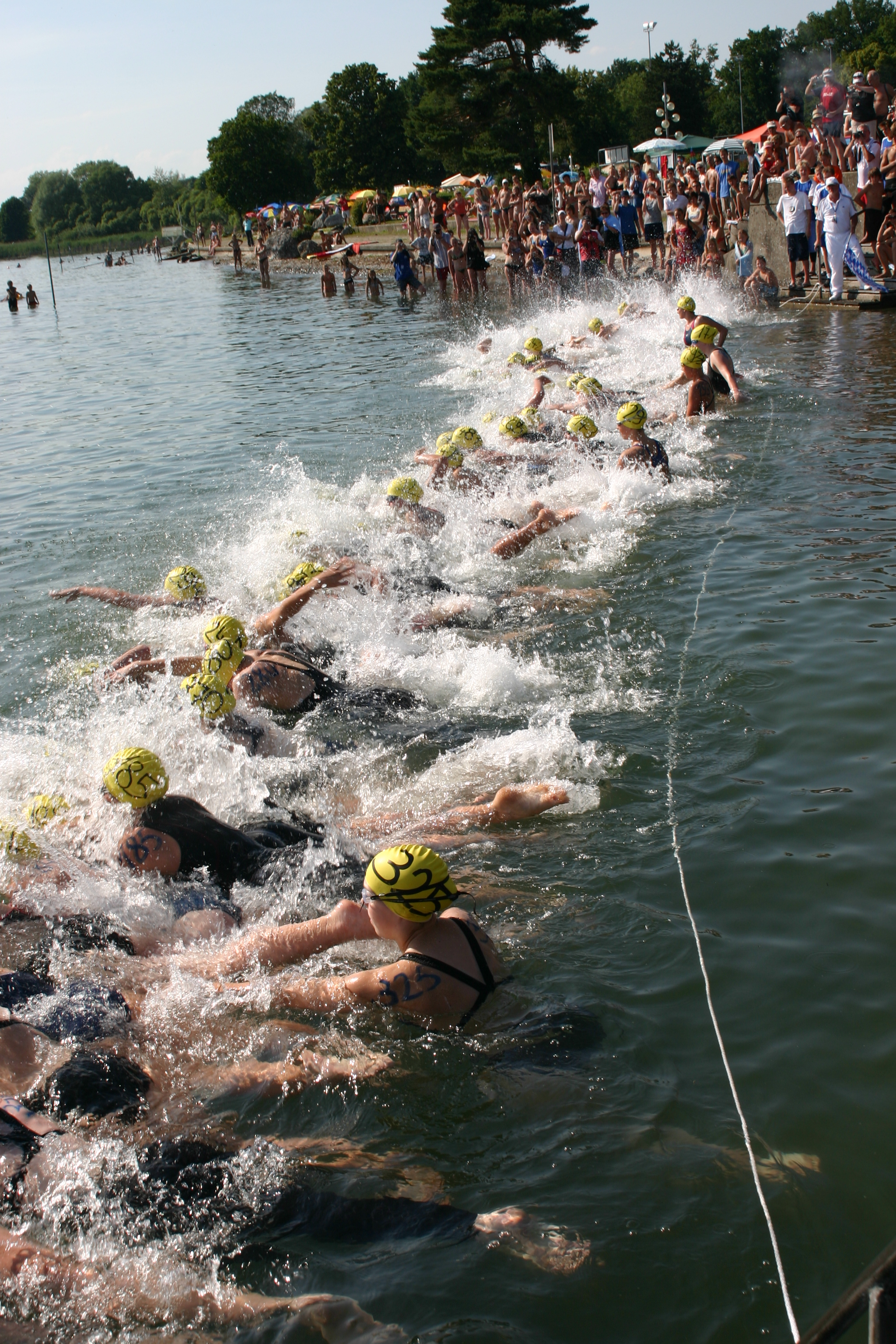
Deutsche Meisterschaften Freiwasserschwimmen in Lindau (Bodensee) 2009

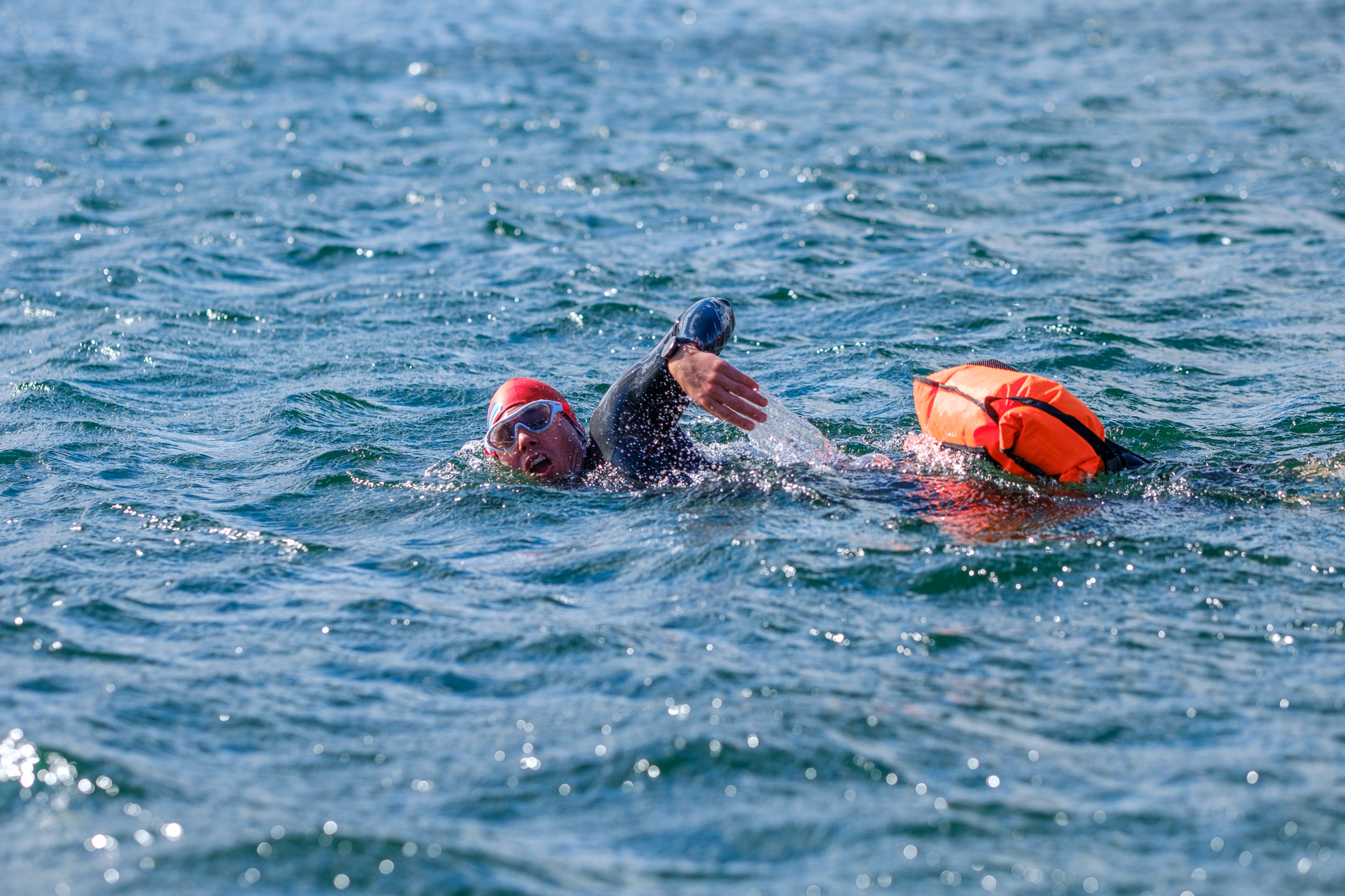
Freiwasserschwimmer mit Sicherheitsboje in der Neuen Donau in Wien

Seit 1995 wählte der Deutsche Schwimm-Verband statt des Begriffs Langstreckenschwimmen als deutsches Pendant zur Bezeichnung Open Water Swimming des Welt-Schwimmverbands FINA den Begriff Freiwasserschwimmen. Es wurde ein eigenes Regelwerk (Fachteil) eingeführt.
Im Sinne einer Wettkampfdisziplin versteht die FINA unter Open Water Swimming Rennen in offenen Gewässern, die mindestens fünf Kilometer Länge haben. Bei Freiwasserweltmeisterschaften und Freiwassereuropameisterschaften werden Titel über 5 km und 10 km vergeben. Bis 2022 wurden außerdem noch die Titel über die 25 km vergeben. Bei den Weltmeisterschaften 2025 wurden erstmalig Weltmeister im 3 km Knockoutsprint ermittelt, bei dem die Athleten in drei aufeinanderfolgenden, kürzer werdenden Rennen über 1,5 km, 1 km und 500 m gegeneinander antreten.
Seit 2008 ist der sogenannte Schwimm-Marathon über 10 Kilometer eine olympische Disziplin für Frauen und Männer. Im seit 1997 ausgetragenen Marathon-Weltcup wird seit 2007 nur noch die olympische Zehn-Kilometer-Distanz ausgetragen.
Längere Strecken werden seitdem im Freiwasser-Schwimm-Grand-Prix – in der Regel flussabwärts – geschwommen. Die längste ist mit 88 Kilometern Hernandarias–Paraná in Argentinien.
Beim Triathlon ist Schwimmen, neben Laufen und Radfahren, eine der Ausdauerleistungsprüfungen. Die Schwimmstrecke beträgt normalerweise je nach Triathlonvariante zwischen 0,5 und 3,8 km (Langdistanz wie z. B. Ironman oder Challenge). Beim bisher längsten Triathlon, dem Double-Deca (20-fache Strecke des Ironman-Triathlons) in Mexiko, betrug die Schwimmstrecke 76 km, in einem Hallenbad.

## Bekannte Freiwasserschwimmer
Bekannte Freiwasserschwimmer sind die mehrfachen Weltmeister Peggy Büchse, Angela Maurer, Britta Kamrau und Thomas Lurz. Otto Kemmerich stellte in den 1920er Jahren eine Vielzahl Rekorde an Nord- und Ostsee auf. Christof Wandratsch erschwamm verschiedene Weltrekorde, u. a. bei der Überquerung des Ärmelkanals. Ein weiterer deutscher Weltrekordhalter ist Bruno Dobelmann, der auch unter seinem Spitznamen „Orca“ bekannt ist. Er durchquerte den Fehmarnbelt (Ostsee) zwischen Puttgarden und Rødby als erster Mensch zweifach. Das entspricht einer geschwommenen Distanz von ca. 50 km.
Der Ägypter Abdellatif Abuhif (1929–2008), der zwischen 1953 und 1972 rund 70 internationale Wettbewerbe absolvierte und unter anderem dreimal den Ärmelkanal durchquerte, wurde 2001 zum „Marathonschwimmer des Jahrhunderts“ gewählt. Nicky Farrugia erlangte Bekanntheit, als er 1985 als erster Mensch von Sizilien nach Malta schwamm. Die Distanz beträgt ca. 87 Kilometer.
Die US-Amerikanerin Lynne Cox durchschwamm 1971 den Santa-Catalina-Kanal, 1972 und 1973 den Ärmelkanal, 1975 die Cookstraße, 1976 die Magellanstraße, den Öresund, das Skagerrak, 1987 die Beringstraße, 1992 den Titicacasee, und 2002 1,06 Meilen in der Antarktis.
Ein bekannter Ultra-Langstreckenschwimmer ist der Slowene Martin Strel, welcher in dieser Disziplin mehrere Weltrekorde aufstellte. Er durchschwamm beispielsweise die Donau, den Jangtsekiang und den Amazonas. Die britisch-australische Marathon-Schwimmerin Penelope Palfrey stellte im Juni 2011 einen Weltrekord im Langdistanzschwimmen auf. Sie schwamm im Meer ohne fremde Hilfe eine Strecke von 108 Kilometern zwischen Little Cayman und Grand Cayman. Der Ire Stephen Redmond war der erste Schwimmer, der 2012 die Ocean’s Seven schaffte, die mit ihren sieben Kanälen zu den anspruchsvollsten Herausforderungen des Freiwasserschwimmens zählt. Der erste deutsche Ocean’s-Seven-Finisher André Wiersig schwamm am 21. August 2021 als erster Mensch vom Festland in Sankt Peter-Ording zur Insel Helgoland, eine Strecke von 48,53 Kilometern.
Diana Nyad schwamm 2013 177 Kilometer von Kuba nach Florida. Die 21-jährige Nathalie Pohl aus Marburg durchschwamm im April 2016 die Straße von Gibraltar (15 km) in 2 Stunden und 53 Minuten und stellte damit einen neuen Rekord auf – sie unterbot die Zeit von Penelope Palfrey aus 2010 um zehn Minuten.

## Weitere Veranstaltungen

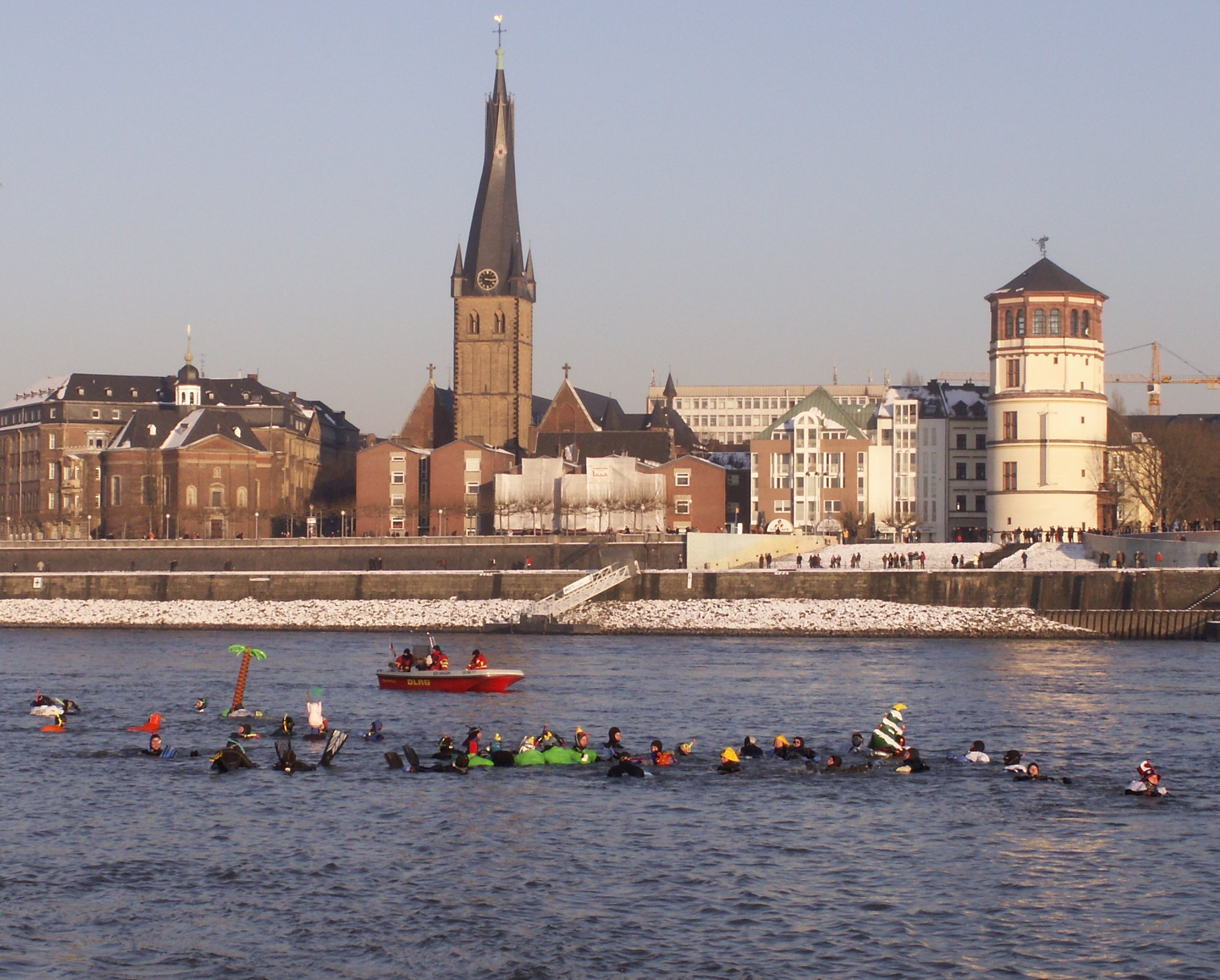
Neujahrsschwimmen im Rhein in Düsseldorf

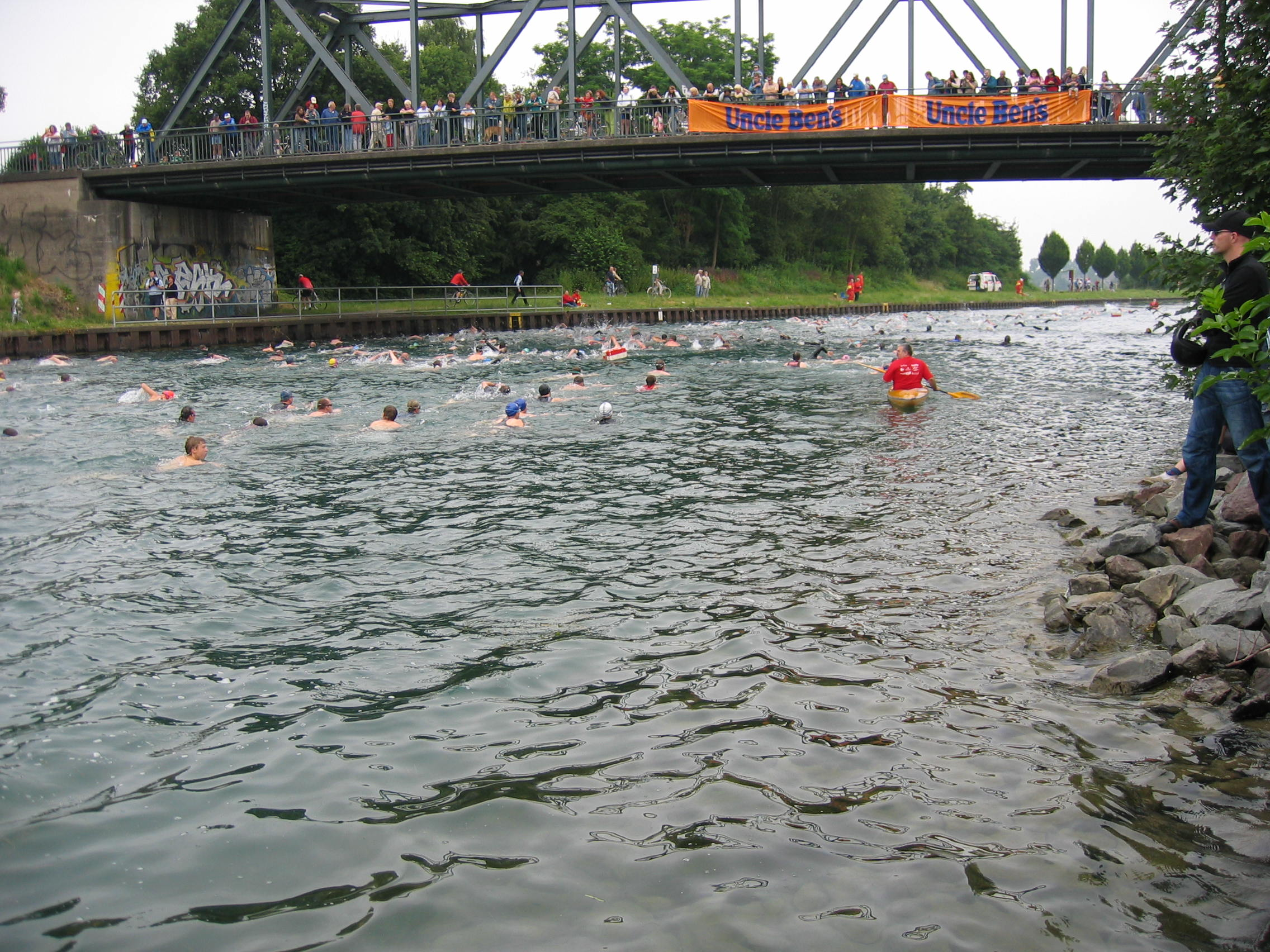
Kanalschwimmen, Teil des Westfalen-Triathlons, Dortmund (2005)

Einige der bekanntesten Wettbewerbe in Deutschland sind das Sundschwimmen von Rügen nach Stralsund (seit 1965) mit jährlich 1000 Teilnehmern, das Müritzschwimmen in Waren (Müritz) quer durch die Müritz (seit 1968) mit jährlich 600 Teilnehmern, das Strausseeschwimmen in Strausberg (seit 1925) und das Blaue Band vom Hohenwarte-Stausee (seit 1966). In der Schweiz hat das 1987 neu begründete Zürichsee-Schwimmen, ein Marathonschwimmen über 26,4 km im Zürichsee von Rapperswil nach Zürich, einen hohen Bekanntheitsgrad.
In Österreich fand in Zell am See von 2009 bis 2013 jährlich der Earl of Pearl über 750, 1500 und 5000 Meter statt. Im Kampsee Ottenstein (Waldviertel) wird seit 2006 jährlich der best-trip backwaterman über 7 und 14 km ausgetragen. Der Hallstätter See (Salzkammergut) ist seit 2011 Austragungsort des Hallstattsee Schwimmmarathon über 2,1 bzw. 9 km. Im Rahmen der Austria Swim Open, einem Cup mit 10 Bewerben pro Jahr, wurde am 14. August 2019 erstmals ein Breitensport-Vollmondschwimmen in der Neuen Donau in Wien veranstaltet.
In Schweden findet seit 1950 jährlich das Vansbrosimningen über 3000 Meter statt.
Auch Seeüberquerungen und Flussschwimmen sind beliebte Breitensportereignisse. In der Schweiz gibt es einen offiziellen Kalender aller Seeüberquerungen, der an die Bevölkerung verteilt wird und im Internet erreichbar ist, in dem etwa 50 Veranstaltungen aufgeführt sind. Hunderte Schwimmer nehmen an diesen Veranstaltungen teil, einzeln, in Gruppen, als Paar oder Familie, als Schulklasse oder als Mitarbeiter einer Firma. Überwacht werden die Veranstaltungen von der Seepolizei und von Rettungsschwimmern, die mit Booten mitfahren. Start und Ziel sind meist in einem Strandbad. Bei Flussschwimmen wird oft mit einem Sprung von einer Brücke gestartet. Besondere Herausforderungen sind das nächtliche Fackelschwimmen sowie im Winter das Nikolausschwimmen (Samichlausschwimmen) und das Neujahrsschwimmen im eiskalten Wasser.

## Sportmedizin
Langstreckenschwimmen gehört zu den Ausdauersportarten. Dabei ist besonders die aerobe Ausdauer entscheidend. Besondere Beachtung erfordern die im Wasser erschwerte Nahrungsaufnahme sowie abhängig von der Wassertemperatur thermische Belastungen: In kaltem Wasser geht Energie verloren, während in besonders warmem Wasser Überhitzung auftreten kann. Der Schwimm-Weltverband hat deswegen für seine Freiwasser-Wettbewerbe festgelegt, dass die Wassertemperatur zwischen 16 und 31 Grad liegen muss.

## 24-Stunden-Schwimmen
24-Stunden-Schwimmen werden oft nebeneinander als Staffel-, Mannschafts- und Einzelschwimmen durchgeführt. Die erreichten Strecken werden zusammengezählt, die Rangliste ergibt sich dann aus der Gesamtsumme der geschwommenen Kilometer. Für Einzelstarter ist das 24-Stunden-Schwimmen eine extreme Art des Langstreckenschwimmens. Üblich sind Großveranstaltungen über ein ganzes Wochenende, als „Fest im Bad“, mit Verpflegung und Getränken, Zeltübernachtung im Bad, Spiel- und Spaßangeboten für die Kinder, manchmal auch mit Vorführungen (Wasserspringen, Tauchen, Rettungsschwimmen, Wasserballet), mit Musik und Tanz, Modeschau, Freiluftkino oder Feuerwerk. Dies findet meist in Schwimmbädern statt, weil sie sicherer sind, auch aus organisatorischen Gründen oder weil der Schwimmbadbetreiber Mitveranstalter ist.
Der Weltrekord für Männer wurde am 3. März 2018 vom Niederländer Olympiasieger Maarten van der Weijden mit 102,8 km aufgestellt. Bei den Frauen hält Vera Niemeyer aus Aachen mit am 24./25. Juni 2017 beim 24h-Schwimmen in Meiningen erreichten 96,38 km den Weltrekord und gleichzeitig den deutschen Rekord. Der deutsche Rekord bei den Männern wird von Chris Pascal Hoffmann aus Bermbach (Thüringen) mit am 24./25. Dezember 2020 erreichten 94,55 km gehalten.
Beim Dauerschwimmen geht es ähnlich wie beim 24-Stunden-Schwimmen um Ausdauerleistung, meist ebenso als Breitensportveranstaltung mit einem Schwimmbad-Fest verbunden. Oft werden Dauerschwimmen mit einer Spendenaktion verbunden. Dabei zahlen die Zuschauer für jede geschwommene Bahn eine Spende für ein Wohlfahrtsprojekt.
Eine andere Form des Dauerschwimmens erstreckt sich über das ganze Jahr oder eine Badesaison. Dabei zählen die Schwimmer ihre geschwommenen Bahnen zusammen, um am Jahresende eine Urkunde über 50, 100 oder 150 geschwommene Kilometer zu erwerben. Ziel dabei ist es, die Badegäste zu regelmäßigem und ausdauerndem Schwimmen anzuhalten und so die Gesundheit der Bevölkerung zu verbessern.